# 尖頭細身飛魚
尖頭細身飛魚（学名：Hirundichthys oxycephalus），又名尖頭文鰩魚、飛烏，为飛魚科文鰩魚屬（細身飛魚屬）下的一个种。舊屬燕鰩屬，稱為尖頭燕鰩（Cypselurus oxycephalus），現為異名。